# Dorcus musimon
Dorcus musimon là một loài bọ cánh cứng trong họ Lucanidae. Loài này được Gene mô tả khoa học năm 1836.